# Roger Waters
George Roger Waters (sinh ngày 6 tháng 9 năm 1943) là một nhạc sĩ, ca sĩ và nhà sản xuất âm nhạc người Anh. Ông là một trong những người đồng sáng lập của ban nhạc progressive rock nổi tiếng Pink Floyd, đảm nhiệm việc chơi bass và hát chính. Sau sự chia tay của thủ lĩnh Syd Barrett vào năm 1968, Waters trở thành người viết lời chính, sáng tác nhạc và thiết kế ý tưởng cho ban nhạc. Pink Floyd sau đó đã gặt hái được vô số thành công trong suốt những năm 70 với hàng loạt các album chủ đề, như The Dark Side of the Moon, Wish You Were Here, Animals và The Wall. Cho dù nhạc cụ chính của Waters vẫn là cây bass, song ông cũng phụ trách cả việc chỉnh âm, âm thanh nền cũng như chơi guitar nền trong các buổi trình diễn trực tiếp. Sau hàng loạt bất đồng với ban nhạc, Waters chia tay Pink Floyd vào năm 1985 và bắt đầu từ đó một chuỗi những tranh chấp với các thành viên còn lại về việc sử dụng tên và các sản phẩm liên quan tới ban nhạc. Pink Floyd là một trong những ban nhạc bán chạy nhất lịch sử âm nhạc thế giới, với khoảng 250 triệu đĩa đã bán trên toàn cầu, trong đó riêng ở Mỹ đã là 74,5 triệu.
Sự nghiệp solo của Waters được đánh dấu bởi 3 album: The Pros and Cons of Hitch Hiking (1984), Radio K.A.O.S. (1987) và Amused to Death (1992). Năm 1986, ông sáng tác nhạc cho bộ phim When the Wind Blows được làm từ bộ truyện cùng tên của Raymond Briggs. Năm 1990, ông tổ chức buổi trình diễn lớn nhất mọi thời đại, The Wall – Live in Berlin với con số chính thức khoảng 200.000 khán giả. Năm 1996, cùng với Pink Floyd, ông được vinh danh tại Đại sảnh Danh vọng Rock and Roll. Kể từ năm 1999, Waters tích cực đi tour hơn và đã chơi lại nguyên album The Dark Side of the Moon suốt những tour diễn vòng quanh thế giới từ năm 2006 tới 2008. Năm 2005, ông phát hành Ça Ira – một vở nhạc kịch được chuyển thể từ tác phẩm của Étienne và Nadine Roda-Gils viết về Cách mạng Pháp. Ngày 2 tháng 7 năm 2005, ông tái hợp cùng với cả ba thành viên khác của Pink Floyd để biểu diễn cho chương trình từ thiện Live 8, và đó cũng là lần tái xuất đầu tiên của Waters với ban nhạc sau suốt 24 năm.
Năm 2010, ông bắt đầu tour diễn The Wall Live – tour diễn vòng quanh thế giới nhằm hát lại album kinh điển The Wall. Trong buổi trình diễn tại sân vận động The O2 Arena ở London, Gilmour và Mason cũng đều góp mặt, trong đó Gilmour đã hát trong "Comfortably Numb", và cả ba đã cùng thể hiện lại "Outside the Wall". Tour diễn của Waters trở thành sự kiện quốc tế bán chạy nhất năm 2012 với khoảng 1,4 triệu vé đã bán trên toàn cầu.
Roger Waters có ba người con sau 4 lần kết hôn. Người vợ hiện nay của ông là diễn viên và nhà sản xuất Laurie Durning – họ mới tổ chức đám cưới vào năm 2012 sau khi đính hôn từ năm 2004.